# Emanuel Taffertshofer
Emanuel Taffertshofer (* 24. Februar 1995 in Landsberg am Lech) ist ein deutscher Fußballspieler.

## Karriere
Taffertshofer entstammt der Jugendarbeit des TSV 1860 München. Seit der Spielzeit 2013/14 spielt er für die zweite Mannschaft des TSV 1860 München in der Regionalliga Bayern.
Sein Debüt für die erste Mannschaft gab er am 19. Oktober 2015 in der Startelf bei einer 0:1-Heimniederlage gegen den Karlsruher SC.
Zur Winterpause der Spielzeit 2015/16 wechselte Taffertshofer in die 3. Liga zu den Würzburger Kickers, wo er einen Vertrag bis Sommer 2018 erhielt. Danach wechselte er zum Zweitligisten SV Sandhausen. Ende Juni 2021 wechselte er in die 3. Liga zu SV Wehen Wiesbaden und unterschrieb dort einen Vertrag mit einer Laufzeit bis Sommer 2022. Im Sommer 2025 verließ er Wiesbaden. Mittlerweile steht er bei Akritas Chlorakas in Zypern unter Vertrag.

## Sonstiges
Taffertshofers älterer Bruder Ulrich entstammt ebenfalls der Jugendarbeit des TSV 1860 München und wurde Profifußballer.

## Erfolge
- Aufstieg in die 2. Bundesliga 2016 mit den Würzburger Kickers
- Aufstieg in die 2. Bundesliga: 2023